# La Mélancolie du voyeur
 (août 2011).
Si vous disposez d'ouvrages ou d'articles de référence ou si vous connaissez des sites web de qualité traitant du thème abordé ici, merci de compléter l'article en donnant les références utiles à sa vérifiabilité et en les liant à la section « Notes et références ».
La Mélancolie du voyeur est une œuvre de Conrad Detrez publiée à titre posthume en 1986 aux Éditions Denoël. L’auteur, malade du sida, est immobilisé sur son lit d’hôpital. Il évoque ses souvenirs de journaliste, de révolutionnaire puis se souvient de son enfance.

## Commentaires
Le livre présente un intérêt historique. Écrit au début des années sida par un militant du tiers-mondisme, il questionne, à partir d’un point de vue individuel, les idéologies, à la fin du XXe siècle. L’auteur porte un regard lucide sur les combats auxquels il a participé et les luttes politiques qu’il a soutenues. Il évoque ses expériences sexuelles mais ne laisse qu’entrevoir son homosexualité. Ancien séminariste, à la veille de sa mort, il réinterroge sa foi. Arrivé au terme du parcours, Dieu, le sexe et la politique ne l’intéressent plus. Seule compte la Beauté.

## Extraits
- « Mélancolie…un terme vague, l’écume seulement de la saudade. Je la possède. Lisbonne me l’a donnée. Un pan de ma forteresse. »

- « Il y a beaucoup de choses que, moi aussi, jamais je ne dirai. Je garde ça pour moi. Je compte mes doutes, mes certitudes - jamais dites -, mes délires. Les portes de ma forteresse, je ne les ouvre pas. »